# Vaflová tkanina
Vaflová tkanina

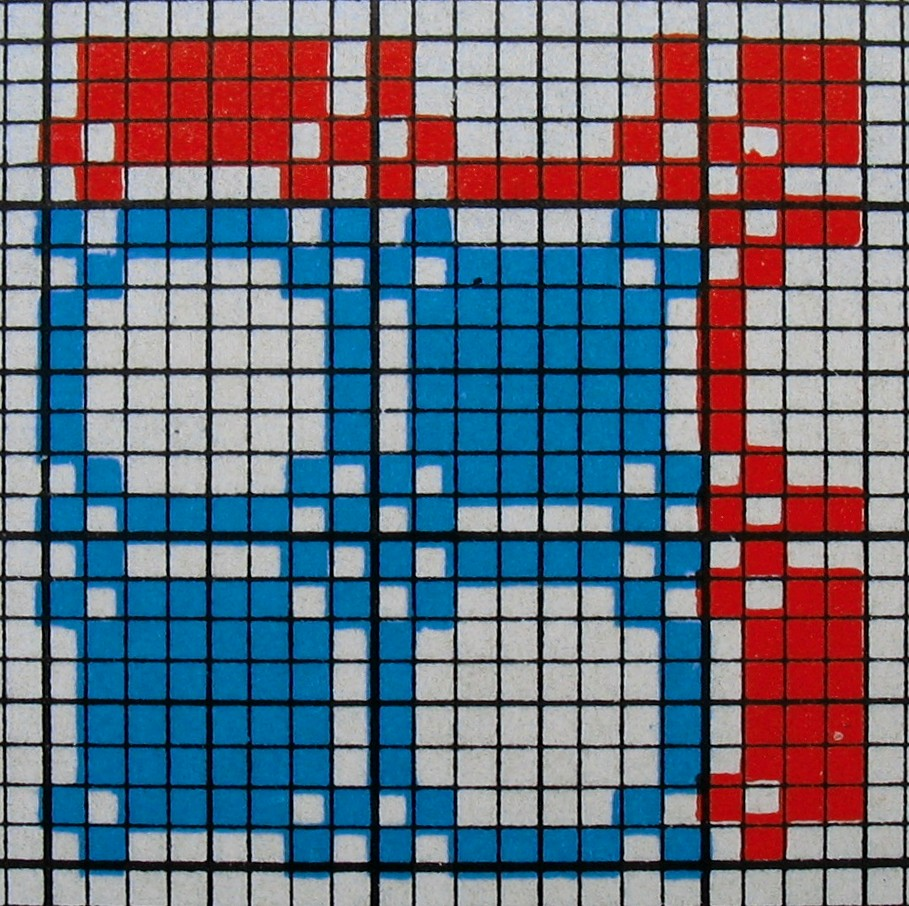
Vzornice vaflové vazby

(angl.: honey comb cloth, něm.: Waffelgewebe)
je textilie s vaflovou vazbou, s plastickým povrchem a charakteristickým jamkovým čtverečkováním. 

## Vaflová vazba

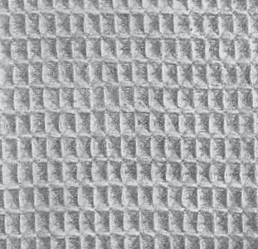
Tkanina s jednoduchou vaflovou vazbou, střída vazby 7 x 5 (z prvních let 20. století v USA)

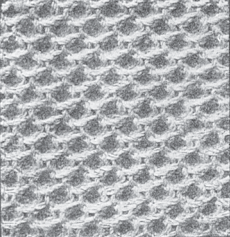
Tkanina s „brightonskou“ vazbou, střída vazby 16 x 16 (ze stejného období)

sestává z dlouhých flotáží ohraničených svazováním křížovým keprem. Nestejným stahováním nití vzniká ve tkanině buněčnatá struktura, která je obzvlášť výrazná, když se použijí krepové příze.
Vazba se tká na strojích s  listovým nebo  žakárovým ústrojím.

### Vazby z listových strojů
U vaflových vazeb z listových strojů se rozlišovaly (v odborných publikacích ve 20. století) tři druhy: jednoduché, tzv. „brightonské“ a vzorované. 
- Za jednoduché se považují vazby s obsahem jedné buňky (prohlubně) v každé  střídě.[3]
- Brightonská vazba musí mít ve střídě nejméně 4 niti a nebo násobky 4. V každé střídě se tvoří 2 velké a 2 malé buňky. U brightonu se někdy používají pro osnovu a útek rozdílné tloušťky příze.[4]
- Vzorovaná vazba sestává z různých geometrických figur jako malé a velké kosočtverce, káro, šachovnice a pod.[3]

#### Vlastnosti a použití
Tkaniny se vyrábějí většinou z bavlněné příze s hmotností 100–200 g/m2. Zboží má drsný omak a zvýšenou savost.
Tkaniny z mykané vlny se meltonují a tak dostávají lehce zplstěný povrch. 
Tkaniny s vaflovou vazbou mají vyšší prodyšnost, absorpci tekutin a nižší tepelnou vodivost než tkaniny s plátnovou vazbou ze stejného materiálu a se stejnoou dostavou. 

Použití: ručníky, nábytkové tkaniny, potištěné šatovky

### Vazby s žakárovým vzorováním
Vaflové vazby se žakárovvým vzorováním se ve 20. století zhotovovaly se střídou až z 2400 osnovních nití (s použítím tkanin na ložní prádlo). Z 21. století je znáná např. tkanina se střídou vazby 75 x 80 nití (směs 34% PAN, 31% LI, 28% WO, 7% CV) s použitím na závěsy. Tkaniny s žakárovým vzorováním se používají také na vícevrstvé outdoor ošacení.

### Vaflové pleteniny

#### Osnovní pleteniny
Vaflová osnovní pletenina je celistvá textilie sestávající z řad otevřených váčků umístěných střídavě na lícní a rubní straně. Vazba se zhotovuje se dvěma kladecími přístroji, každý  z polovičním návlekem nití (dva další přístroje se často používají ke zhotovení kraje pleteniny). Každý kladecí přístroj překládá nitě přes dvě jehly, takže stahuje dva sousední sloupce dohromady a zanechává mezi každými dvěma sloupci mezeru. Mezery na jedné straně pleteniy jsou na druhé straně dva spojené sloupce. Tato soustava dává pletenině vzhled žebrování 2x2, ale po 5 řádcích se směr překládání změní, takže mezery a spojené sloupce probíhají opačně. Dělení jehel se udává s 10/cm a nejčastěji se používá příze 27 tex z česané bavlny.
Vaflové vzorování osnovních pletenin bylo vyvinuto v 50. letech 20. století původně k použití na teplé spodní prádlo pro americkou armádu. Pleteniny se jinak občas (s nevelkým úspěchem) používají na spodní i svrchní ošacení.

#### Zátažné pleteniny

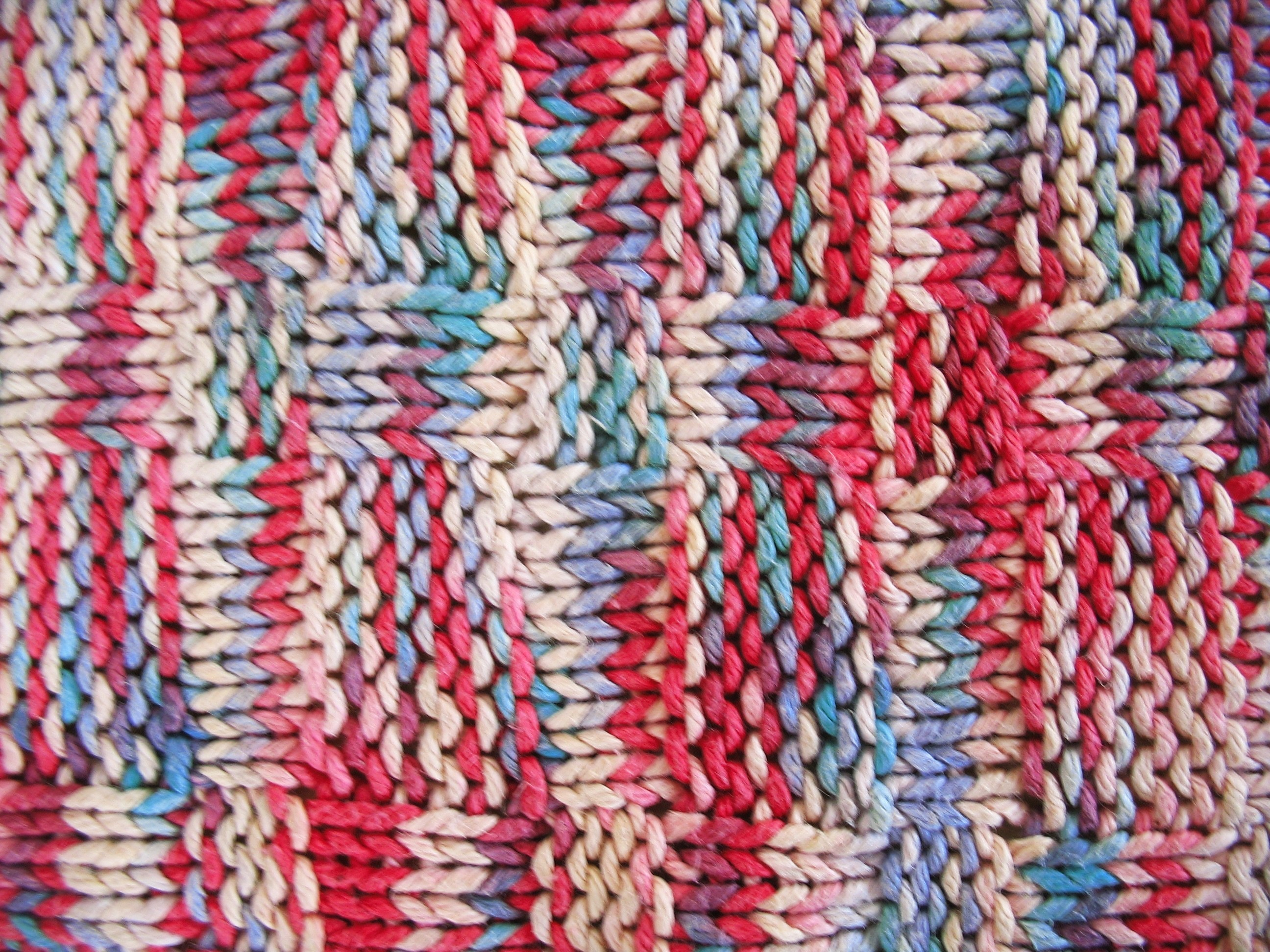
Ručně pletený vaflový vzor z bavlněné příze

Vaflový vzor na zátažné pletenině se vyrábí se dvěma jehelními lůžky. Vzor sestává ze dvou plných řádků pleteniny spojených chytovými kličkami. Spojení se dosáhne když se 
- střídá pletení na lůžku s plnými očky s lůžkem s chytovými kličkami nebo
- řádky oček z oboou jehelních lůžek se spojují kličkami z (přídavně) vložené niti[11]

#### Ručně pletené vzory
Např. se střídou vazby 4 řádky x 4 sloupce z 8 řádků aj (viz snímek vpravo)